# Sant Laugier d'Aurenja
Sant Laugier dau Ventor (en francès Saint-Léger-du-Ventoux) és un municipi francès situat al departament de la Valclusa i a la regió de Provença – Alps – Costa Blava.

## Demografia
| 1962                                       | 1968 | 1975 | 1982 | 1990 | 1999 | 2006 |
| ------------------------------------------ | ---- | ---- | ---- | ---- | ---- | ---- |
| 36                                         | 30   | 28   | 33   | 31   | 24   | 30   |
| Des de 1962: població sense dobles comptes |      |      |      |      |      |      |

## Administració
| Període   | Identitat      | Partit |
| --------- | -------------- | ------ |
| 2001-2008 | Gabriel Bertet |        |
| 2008-     | Éric Massot    |        |